# Грейс Оладунні Тейлор
Грейс Оладунні Тейлор (також відома як Грейс Оладунні Люсія Оланіян-Тейлор; народилася 24 квітня 1937 р.)  — біохімік, раніше працювала в Ібаданському університеті, Нігерія. Вона стала другою жінкою, прийнятою до Нігерійської академії наук, і першою африканською, відзначеною  премією L'Oréal-ЮНЕСКО для жінок у науці.

## Ранні роки та освіта
Грейс Оладунні Люсія Оланіян народилася в Ефон-Алає, штат Екіті, Нігерія, в родині Елізабет (уродженої Олатун) та RAW Оланіяна. З 1952 по 1956 рік вона навчалася в Королівській школі в Еде, штат Осун. У 1957 році вступила до Нігерійського коледжу мистецтв і наук в Енугу, а в 1959 році перевелася до Університетського коледжу Ібадану (нині Ібаданський університет). У 1962 році закінчила навчання з відзнакою, здобувши ступінь з хімії.. 

## Кар'єра та дослідження
Після отримання ступеня вона почала працювати на регіональній сільськогосподарській дослідній станції (нині Національний науково-дослідний інститут коренеплодів)  на плантації Мур в Ібадані. 
У 1963 році стала науковою співробітницею кафедри хімічної патології в Ібаданському університеті, а в 1969 році здобула ступінь доктора хімічної патології.У 1970 році Тейлор була прийнята на посаду викладача, а в 1975 році отримала звання старшого викладача. Того ж року вона отримала запрошення працювати дослідницею в Північно-Західній дослідницькій лабораторії ліпідів у Сіетлі, штат Вашингтон.У 1979 році стала читачем (аналог доцента). До цього часу вона вийшла заміж за професора Аджиболу Тейлора. У 1980 році працювала запрошеною дослідницею в Університеті Вест-Індії (Кінгстон, Ямайка), а в 1984 році отримала звання професора хімічної патології в Ібаданському університеті.Того року знову відвідала Північно-Західну дослідницьку лабораторію ліпідів у Сіетлі, а також відпрацювала запрошеною вченою  в Порт-оф-Спейн, Тринідад, у відділенні хімічної патології.У 1990 році Тейлор був прийнятий на посаду доцента в Медичній школі Університету Зімбабве в Хараре. У 1991 році повернулася до Ібаданського університету, до 1994 року очолювала кафедру хімічної патології та працювала почесним консультантом лікарні університетського коледжу  Вона вийшла на пенсію у 2004 році  але продовжувала читати лекції в Ібадані на кафедрі хімічної патології. 
Її спеціалізацією був аналіз ліпідів при серцево-судинних захворюваннях, а її порівняння ліпідного обміну підтвердило, що рівень холестерину є результатом не раси, а скоріше дієти та рівня фізичних вправ.  За свої дослідження вона була нагороджена численними нагородами, зокрема стипендією Shell-BP з хімії, стипендією Всесвітньої організації охорони здоров’я, стипендією Фулбрайта-Хейза, стипендією Сіба-Гейгі та стипендією Асоціації африканських університетів.  У 1997 році її прийняли до Нігерійської академії наук   як другу жінку, вшанованою  такою честю.  У 1998 році L'Oréal-ЮНЕСКО започаткувала премію для нагородження однієї жінки-науковиці з кожного з п’яти регіонів — Африки та арабських держав, Азійсько-Тихоокеанського регіону, Європи, Латинської Америки та Північної Америки — за їхні наукові досягнення та внесок у покращення людства. Тейлор була лауреатом африканської премії L'Oréal-ЮНЕСКО для жінок у науці , ставши першою африканкою, яка отримала цю нагороду.   У 2012 році уряд штату Екіті нагородив її за внесок у навчання та навчання студентів-медиків.  
- Taylor, Grace Oladunni; Bamgboye, Afolabi E. (December 1979). Serum cholesterol and diseases in Nigerians (PDF). The American Journal of Clinical Nutrition. 32 (12): 2540—2545. doi:10.1093/ajcn/32.12.2540. PMID 506976.
- Taylor, G. Oladunni; Agbedana, E. O.; Johnson, A. O. K. (May 1982). High-density-lipoprotein-cholesterol in protein–energy malnutrition. British Journal of Nutrition. The Nutrition Society. 47 (3): 489—494. doi:10.1079/BJN19820061. PMID 6805501.
- Taylor, Oladunni Grace; Ahaneku, Joseph Eberendu; Agbedana, Olu Emmanuel (October 1995). Relationship between body mass index (BMI) and changes in plasma total and HDL-cholesterol levels during treatment of hypertension in African patients (PDF). Acta Medica Okayama. Okayama University Medical School. 49 (5). ISSN 0386-300X. Архів оригіналу (PDF) за 1 лютого 2016.
- Taylor, Grace O.; Orimadegun, Bose E.; Anetor, John I.; Adedapo, Deborah A.; Onuegbu, Jude A.; Olisekodiaka, Japhet M. (July–September 2007). Increased serum iron associated with coronary heart disease among Nigerian adults. Pakistan Journal of Medical Sciences. Professional Medical Publications. 23 (4): 518—522. ISSN 1681-715X.
- Taylor, Grace Oladunni; Ebesunun, Maria Onomhaguan; Agbedana, Emmanuel Oluyemi; Oladapo, Olulola O. (September–December 2013). Variations in plasma lipids and lipoproteins among cardiovascular disease patients in South-western Nigerians. Biokemistri. Nigerian Society for Experimental Biology. 25 (2). ISSN 0795-8080.
- Taylor, G. O. (1971). Serum triglycerides and fatty acids in kwashiorkor. The American journal of clinical nutrition, 24(10), 1212–1215.[11]
- Taylor, J. Communities of practice: A way of leading. Teaching and Learning, 40.
- Cheraskin, E. "If High Blood Cholesterol Is Bad—Is Low Good?." Journal of orthomolecular medicine 1.3 (1986): 176–183.[12]
- Bock, U. (2000). The Institutionalization of Women's Studies at German Universities at the End of the Century. European Education, 32(4), 14–32.[13]

1. ↑  https://nas.org.ng/list-of-fellows-since-inception/
2. ↑  Adetunji Akinyotu (1989). Who's who in Science and Technology in Nigeria. Federal University of Technology. ISBN 978-978-2475-00-8.
3. 1 2 3 4 5 6  Emeritus Professor G. Oladunni Olaniyan-Taylor, FAS. Ibadan, Nigeria: Association of Clinical Chemists of Nigeria. Процитовано 5 листопада 2015.
4. ↑  History. Ibadan, Nigeria: The National Root Crops Research Institute. Архів оригіналу за 4 березня 2016. Процитовано 5 листопада 2015.
5. ↑  Biography of Grace Oladuni Taylor. African Success. 18 жовтня 2008. Архів оригіналу за 3 грудня 2017. Процитовано 5 листопада 2015.
6. ↑  L'Oréal-UNESCO Awards 1998–2008 (PDF). Clichy Cedex, France: L’Oréal-UNESCO Awards. 2010. Процитовано 5 листопада 2015.
7. ↑  2014 Annual Report/ Year Book. Lagos, Nigeria: The Nigerian Academy of Science. January 2015. с. 27. Архів оригіналу за 4 березня 2016. Процитовано 5 листопада 2015.
8. 1 2  News in Brief. Reuters. 8 січня 1998. Процитовано 5 листопада 2015.
9. 1 2  Govt. of Ekiti State. Twitpic. Архів оригіналу за 4 березня 2016. Процитовано 5 листопада 2015.
10. ↑  Ndujihe, Clifford; Ariyibi, Gbenga (26 березня 2012). Ekiti goes tough over unapproved houses. Apapa Lagos, Nigeria: Vanguard. Процитовано 5 листопада 2015.
11. ↑  Taylor, Grace Oladunni (1 жовтня 1971). Serum triglycerides and fatty acids in kwashiorkor. The American Journal of Clinical Nutrition. 24 (10): 1212—1215. doi:10.1093/ajcn/24.10.1212. ISSN 0002-9165. PMID 5110540.
12. ↑  KALITA, DWIGHT K. (1977), A Legal Triumph for Orthomolecular Medicine, A Physician's Handbook on Orthomolecular Medicine, Elsevier: 181—183, doi:10.1016/b978-0-08-021533-4.50035-9, ISBN 978-0-08-021533-4
13. ↑  Bock, Ulla (December 2000). The Institutionalization of Women's Studies at German Universities at the End of the Century. European Education. 32 (4): 14—32. doi:10.2753/eue1056-4934320414. ISSN 1056-4934.